# Set (syn Adama)
Set, hebr. שת Szet – trzeci, po Kainie i Ablu, syn Adama i Ewy, ojciec Enosza. Zapoczątkował on ród Setytów.
Według rodowodu przedstawionego w Ewangelii według św. Łukasza Set jest bezpośrednim przodkiem Jezusa Chrystusa. Stara legenda chrześcijańska przedstawia go jako troskliwego, mądrego i posłusznego, który rekompensował rodzicom stratę po Kainie i Ablu. Otrzymał on pewnego dnia wizję od Boga o zbawieniu ludzkości z grzechu Adama i Ewy, po czym Bóg podarował mu trzy nasionka. Po zasadzeniu ich wyrosło z nich m.in. drzewo, które ścięto do zrobienia krzyża dla Jezusa Chrystusa.

Adam jeszcze raz zbliżył się do swej żony i ta urodziła mu syna, któremu dała imię Set, gdyż – jak mówiła – dał mi Bóg potomka innego w zamian za Abla, którego zabił Kain.

Gdy Adam miał sto trzydzieści lat, urodził mu się syn, podobny do niego jako jego obraz i dał mu na imię Set. A po urodzeniu Seta żył Adam osiemset lat i miał synów oraz córki. Ogólna liczba lat, które Adam przeżył, była dziewięćset trzydzieści. I umarł. Gdy Set miał sto pięć lat, urodził mu się syn Enosz. A po urodzeniu się Enosza żył osiemset siedem lat i miał synów oraz córki. I umarł Set przeżywszy ogółem dziewięćset dwanaście lat.